# Луцька вулиця (Київ, Деміївка)
Лу́цька вулиця — зникла вулиця, що існувала в Московському, нині Голосіївському районі міста Києва, місцевість Деміївка. Пролягала від проспекту Сорокаріччя Жовтня (нині — Голосіївський проспект) до Голосіївської вулиці.
Прилучалися вулиці Наливайківська, Чайковського, Данила Нечая.

## Історія
Вулиця виникла наприкінці XIX століття під назвою (3-тя) Базарна. Назву Луцька вулиця набула 1955 року. Ліквідована разом із навколишньою малоповерховою забудовою 1981 року.